# Tour de Flandes 2007
El Tour de Flandes 2007, 91a edició de la clàssica ciclista Tour de Flandes, es disputà el 8 d'abril del 2007. La carrera es decidí amb un atac a l'última cota de la cursa. Dos dels grans favorits, Alessandro Ballan i Leif Hoste, s'escaparen i conservaren el seu avantatge fins a la línia d'arribada, en què Hoste fou batut per l'italià i quedà segon al Tour de Flandes per tercera vegada en la seva carrera.

## Classificació General
|    | Ciclista          | Equip                 | Temps      |
| -- | ----------------- | --------------------- | ---------- |
| 1  | Alessandro Ballan | Lampre-Fondital       | 6h 10' 15" |
| 2  | Leif Hoste        | Predictor-Lotto       | m. t.      |
| 3  | Luca Paolini      | Liquigas              | + 5"       |
| 4  | Karsten Kroon     | Team CSC              | m. t.      |
| 5  | Vladímir Gússev   | Discovery Channel     | m. t.      |
| 6  | Tomas Vaitkus     | Discovery Channel     | + 13"      |
| 7  | Nick Nuyens       | Cofidis               | m. t.      |
| 8  | Dmitri Muraviov   | Astana Qazaqstan Team | m. t.      |
| 9  | Michael Boogerd   | Rabobank ProTeam      | m. t.      |
| 10 | Stuart O'Grady    | Team CSC              | + 35"      |